# 傳奇 (張愛玲)
《傳奇》，是張愛玲的小說集，最初在1944年9月由雜誌社出版，當月即再版。傳奇的再版封面由炎櫻設計。1947年，《傳奇》出版增訂本，由山河圖書公司出版。1968年，台灣皇冠出版社重印《傳奇》，以《張愛玲短篇小說集》的名稱出版。

## 收錄小說
- 序：有幾句話同讀者說
- 留情
- 鴻鸞禧
- 紅玫瑰與白玫瑰
- 等
- 桂花蒸阿小悲秋
- 金鎖記
- 傾城之戀
- 茉莉香片
- 沉香屑·第一爐香
- 沉香屑·第二爐香
- 琉璃瓦
- 心經
- 年輕的時候
- 花凋
- 封鎖
- 中國的日夜